# Cyperus silletensis
Cyperus silletensis är en halvgräsart som beskrevs av Christian Gottfried Daniel Nees von Esenbeck. Cyperus silletensis ingår i släktet papyrusar, och familjen halvgräs. Inga underarter finns listade i Catalogue of Life.